# Kediri
Kediri es una ciudad de Indonesia, que se encuentra cerca del río Brantas en la provincia de Java Oriental en la isla de Java.
En el año 2007 se han descubierto restos arqueológicos que parecen indicar que en los alrededores de Kediri podría haber sido el emplazamiento del reino Kidiri, un reino hinduista del siglo XI.
La ciudad es un importante centro comercial de las industrias azucarera y tabacalera.

## Historia
Se sabe que el valle del río Brantas fue el lugar en que se desarrolló la cultura clásica de Java, especialmente entre los siglos X y XV. El pueblo de  Kediri fue creado por el rey Airlangga sobre las riberas de la parte superior del río Brantas en 1042. Originalmente se la denominó Dahanapura o Daha. Tras fallecer Airlangga, su reino se dividió en dos partes: el reino de Panjalu por el oeste, y el reino del Janggala por el este. Daha pasó a ser la capital de Panjalu, y posteriormente la capital del reino Kediri.: 146–147, 158  A lo largo de la historia la ciudad estuvo bajo la órbita de los reinos  Singhasari, Majapahit, Demak y Mataram.
El nombre "Kediri", o "Kadiri", proviene de la palabra en sánscrito Khadri, que significa mora de la India, que hace referencia a los árboles de mora (localmente denominados pacé o mengkudu) que crecen en la región.
Superada la época de los reinos javaneses, Kediri declinó, convirtiéndose en un enclave rural pequeño, el cual fue posteriormente anexado por la Compañía Neerlandesa de las Indias Orientales (VOC) como parte de la conquista holandesa de Java. Alrededor de 1740 Java Oriental estuvo controlada por Cakraningrat IV, un regente de madurense que tenía una predisposición favorable hacia la VOC, ya que pensaba que los holandeses le ayudarían a independizar a los Madura del Reino de Kasunanan Kartasura. Sin embargo, cuando sus planes fueron rechazados por la VOC, Cakraningrat se alzó contra los europeos. La VOC reprimió la rebelión con ayuda de dos generales enviados por Pakubuwana II, Sunan Kartasura. Entonces Kediri pasó a ser parte de los territorios controlados por la VOC y continuó bajo dominio holandés hasta que en 1945 Indonesia se independizó.
Kediri comenzó a progresar cuando en 1906 las Indias Orientales Neerlandesas fundaron la Gemeente Kediri autónoma. En 1928 se le otorgó el estatus de Zelfstanding Gemeenteschap (autogobierno con plena autonomía).